# Schieferwürger

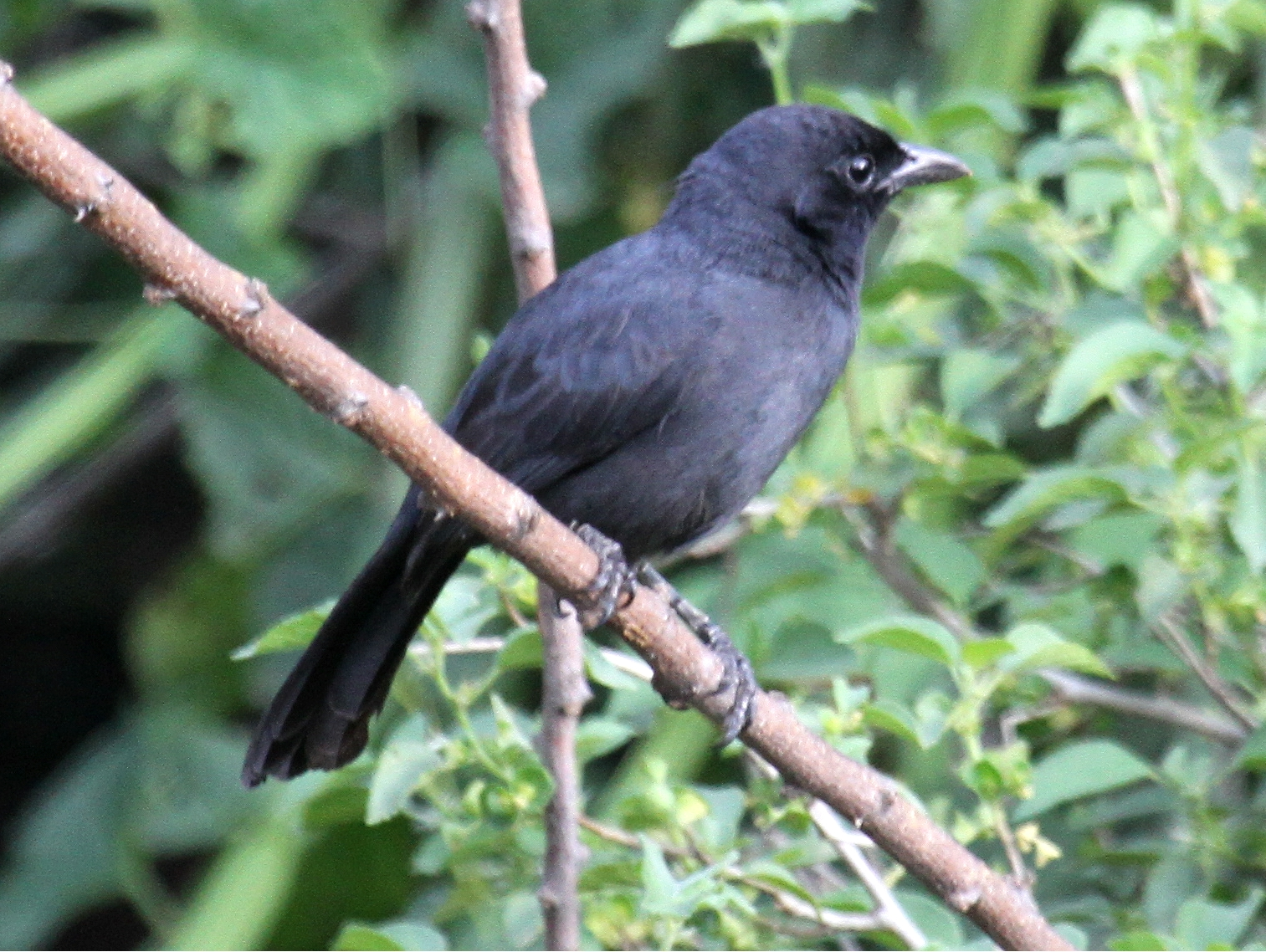
Lake Bogoria – Kenia

Der Schieferwürger (Laniarius funebris), auch Trauerwürger, ist eine Vogelart aus der Familie der Buschwürger (Malaconotidae).
Der Vogel kommt in Ostafrika vor in Äthiopien, Kenia, Ruanda, Somalia, Südsudan, Tansania und Uganda.
Der Lebensraum umfasst tropische oder subtropische halbtrockene mit Dornbusch und Akazien bestandene Savanne meist unterhalb von 1500, in Kenia bis 2200 m Höhe.
Der Artzusatz kommt von lateinisch funus, funeris ‚Begräbnis‘.
Dieser Buschwürger ist ein Standvogel.

## Merkmale
Der Vogel ist 18–20 cm groß, das Männchen wiegt 33–50, das Weibchen 23–55 g.
Das Männchen ist durchgängig einfarbig dunkel schiefer-grau bis schwarz, Kopf, Nacken und Kehle sind tiefschwarz allmählich nach dem Rücken zu und nach der Brust in dunkles Blaugrau übergehend, der Bürzel hat lange Feder mit weißer Basis, einige haben auch weißliche subterminale Flecken. Die Oberschwanzdecken und der Schwanz sind tiefschwarz. Unterseite und Flanken sind rauchfarben bläulich-grau, blasser als die Brust. Beine und Unterschwanzdecken sind bläulich bis grauschwarz. Die Iris ist dunkelbraun, der Schnabel ist schiefergrau bis schwarz. Die Geschlechter unterscheiden sich nicht. Jungvögel sind anfangs dunkelbraun auf der Oberseite mit schmalen rotbraunen Spitzen der Federn an Stirn, Mantel und Flügeldecken, sie sind zart gelbbraun/schwarz gebändert. Diese Art ist der schwarze Buschwürger in buschbestandenen Lebensräumen.
In Küstennähe in Kenia und Somalia kommt eine ähnlich aussehende schwarze Morphe des Tropenwürgers (Laniarius major) vor, der aber kleiner und eher schiefergrau als glänzend schwarz gefiedert ist.

## Geografische Variation
Die Art wird von der IOC
als monotypisch angesehen.
Von der Datenbank Avibase und von Birds of the World werden folgende Unterarten anerkannt:
- L. f. funebris (Hartlaub, 1863), Nominatform – Nordwestsomalia südlich über Äthiopien bis Sudsudan und den äußersten Osten Ugandas, Kenia und Tansania
- L. f. degener Hilgert, 1912 – Südostäthiopien bis zur Küste Somalias, Kenias und Nordtansanias

## Stimme
Das Rufverhalten wird als laut und variabel beschrieben. Männchen und Weibchen singen gern im Wechselgesang mit Gong-artigen, klingelnden, flötenden Pfeif- und harschen Schnarrlauten. Es gibt deutliche geographische Unterschiede.

## Lebensweise
Die Nahrung besteht hauptsächlich aus Wirbellosen wie Heuschrecken, Mantidae, Käfer, Schmetterlingsraupen, Termiten, Ameisen, Hautflüglern, kleinen Schmetterlingen und Zecken, die unter Blättern am Erdboden gesucht werden. Die Art tritt fast immer paarweise auf, ist scheu, meist am Erdboden, ruft früh morgens aber oben vom Gebüsch.
Die Brutzeit liegt zwischen April und Juli in Äthiopien, zwischen April und Mai sowie im Oktober in Somalia, im November in Uganda, in der Regenzeit in Kenia, zwischen Oktober und Mai in Tansania. Die Art ist standorttreu. Zum Balzverhalten zeigt sich das Männchen aufrecht mit gestreckten Beinen, gesenktem Kopf und schwingt von Seite zu Seite, beugt sich nach vorne, lässt die Flügel hängen, stelzt und spreizt den Schwanz, zeigt auch kurze Flüge zwischen Büschen mit zitternden Flügeln. Das Nest wird von beiden Elternvögeln, vorwiegend jedoch vom Weibchen über 1–7 Tage in einer aufrecht stehenden Astgabel eines kleinen oder auf einem zweigreichen Ast eines großen Baumes gut hinter Blättern versteckt. Das Gelege besteht aus 2, seltener 3 Eiern, die über 17 Tage bebrütet werden. Beide Elternvögel füttern. Prädation durch den Nilwaran (Varanus niloticus) kommt vor.

## Gefährdungssituation
Der Bestand gilt als „nicht gefährdet“ (Least Concern).